# 索菲·迪瓦恩
索菲·迪瓦恩（英語：Sophie Devine，1989年9月1日—），新西兰女子板球、曲棍球运动员。她曾代表新西兰国家队参加2022年英联邦运动会板球比赛，获得一枚铜牌。